# Sindrome di Zieve
La sindrome di Zieve è un sindrome associata all'alcolismo. Di solito insorge in soggetti giovani con un'epatite alcolica e buone condizioni di nutrizione; essi hanno episodi transitori di iperlipoproteinemia, emolisi e dolore addominale. Il paziente presenterà ittero da bilirubinemia indiretta, valore utile per la diagnosi, una volta escluse altre cause di sanguinamento gastrointestinale; inoltre allo striscio di sangue è possibile riscontrare la presenza di acantociti.
La triade è composta da:
- epatite alcolica o steatosi epatica,
- lipemia
- emolisi

La sindrome è stata descritta per la prima volta nel 1958, il dr. Leslie Zieve descrisse pazienti con combinazione di epatopatia alcolica, anemia emolitica ed ipertrigliceridemia.

## Trattamento
Essenziale per la remissione della Zieve è l'astensione dall'alcol. Alcuni pazienti con ipertrigliceridemia, soprattutto se in anamnesi hanno episodi di pancreatite acuta o di emorragie cerebrali, giovano di un trattamento di plasmaferesi per evitare ulteriori complicanze da ipertrig.
.